# El Aguacate, Nicolás Flores
El Aguacate är en ort i Mexiko.   Den ligger i kommunen Nicolás Flores och delstaten Hidalgo, i den sydöstra delen av landet, 160 km norr om huvudstaden Mexico City. El Aguacate ligger 1 271 meter över havet och antalet invånare är 108.
Terrängen runt El Aguacate är bergig åt sydväst, men åt nordost är den kuperad. Runt El Aguacate är det ganska glesbefolkat, med 36 invånare per kvadratkilometer. Närmaste större samhälle är Jacala, 17,9 km norr om El Aguacate. I omgivningarna runt El Aguacate växer i huvudsak blandskog.